# Emil Boc
Emil Boc (født 6. september 1966) er en rumænsk politiker og Rumæniens premierminister fra 22. december 2008 til 6. februar 2012.
Han har været borgmester i Cluj-Napoca fra 2004 til 2008 og igen fra 6. februar 2012 og præsident i det Demokratisk-liberale Parti siden 2005.